# Naturpark Nagelfluhkette
Der Naturpark Nagelfluhkette ist ein grenzübergreifender Naturpark zwischen der deutschen Region Allgäu und dem österreichischen Bundesland Vorarlberg. Der Naturpark umfasst im Wesentlichen das Gebiet der drei Nagelfluhketten der Allgäuer Nagelfluh-Schichtkämme. Es ist der erste grenzüberschreitende Naturpark zwischen Deutschland und Österreich.

## Lage und Landschaft

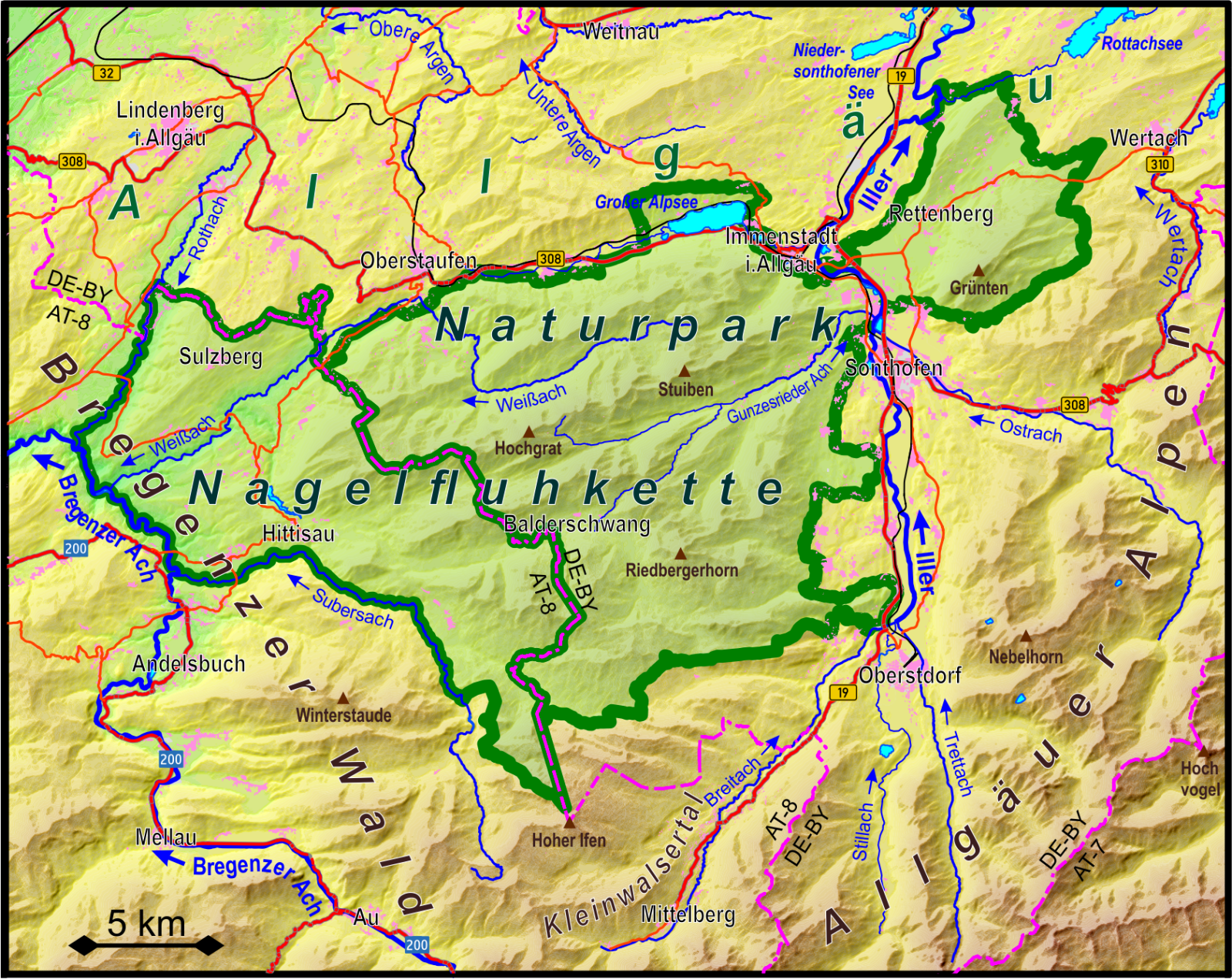
Lage und Topografie des Naturparks Nagelfluhkette

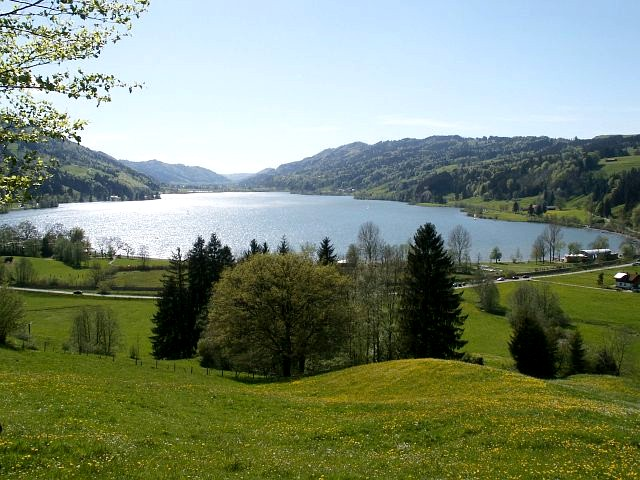
Der Große Alpsee bei Immenstadt

Der Naturpark umfasst einen Gutteil der Allgäuer Voralpen westlich der Iller. Er erstreckt sich von Immenstadt und den Westhängen des Illertals im Osten, Großen Alpsee, Konstanzer Tal mit Ach und Oberstaufen im Norden bis an den Hirschbergzug (schon nahe dem Bregenzer Pfänder) im Westen. Im Süden grenzt er an die Bregenzer Ach, Hirschgundtal und Rohrmoostal bei Oberstdorf, bis an die Abhänge des Hochifen. Seinen Kernbereich bildet die namensgebende Nagelfluhkette des Hochgrats mit Hochhäderichzug, im Norden liegt der Prodel-Kojen-Schichtkamm, im Süden die Hörnergruppe (Riedberghorngruppe).
Der Park erstreckt sich von den Talungen der Iller und Bregenzerach bis auf Gipfel des Hochgrats bei 1834 m (Kulminationspunkt in der Südspitze der Gemeinde Sibratsgfäll auf 2050 m). Das Gebiet weist auf engstem Raum einen Höhenunterschied von 1400 m auf, welcher einer der Gründe ist, warum die Landschaft so abwechslungsreich ist.

### Größe und Gemeinden
Der Naturpark umfasst 24.700 Hektar im Landkreis Oberallgäu und 16.300 Hektar im angrenzenden Bregenzerwald, also insgesamt etwa 480 Quadratkilometer. Insgesamt achtzehn Oberallgäuer und Vorarlberger Gemeinden schlossen sich zu diesem Projekt zusammen.
| Deutschland - Balderschwang - Blaichach - Bolsterlang - Burgberg - Fischen - Immenstadt - Oberstaufen - Obermaiselstein - Ofterschwang - Rettenberg | Österreich - Doren - Hittisau - Krumbach - Langenegg - Lingenau - Riefensberg - Sibratsgfäll - Sulzberg |

## Organisation und Geschichte

Logo des Naturparks

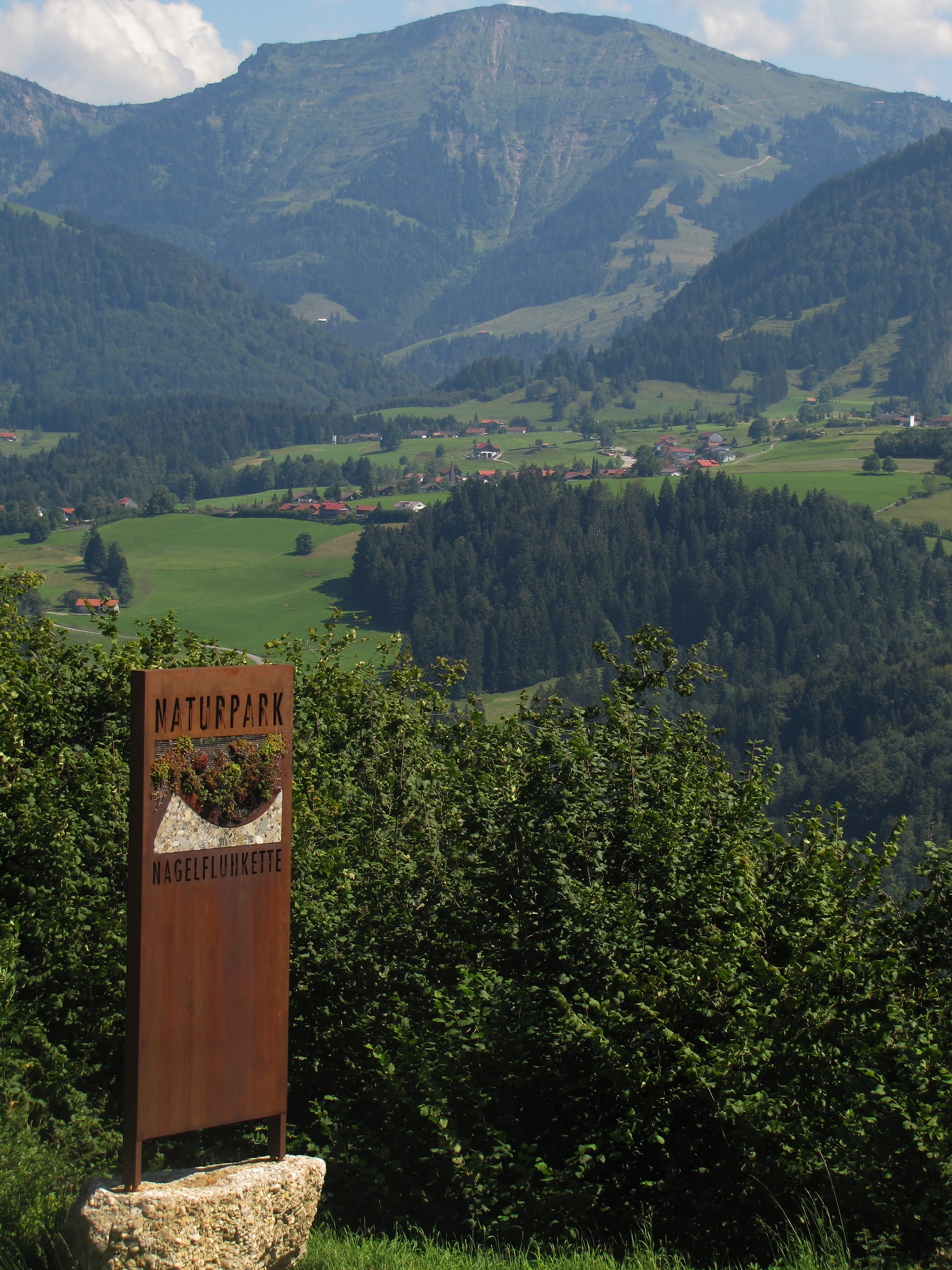
Hinweisschild mit Hochgrat

### Leitbild und Ziele
Die wesentlichen Ziele dieses Projekts sind:
- Schutz, Pflege und Entwicklung von Natur und Landschaft
- Nachhaltige Land-, Alp- und Forstwirtschaft als Schlüsselbeitrag zur Erhaltung der Kulturlandschaft
- Nachhaltiger, qualitativ hochwertiger Tourismus und dessen Vermarktung
- Nachhaltige Regionalentwicklung mit dem Kernthema Energie

### Umsetzung
Der Naturpark Nagelfluhkette ist der erste grenzüberschreitende Naturpark zwischen Deutschland und Österreich und stellt damit ein internationales Pilotprojekt dar.
Die Idee zum Naturpark entstand 2003 im Rahmen des Interreg IIIB-Projekts DYNALP des Gemeindenetzwerkes Allianz in den Alpen, in dem „die Sicherung der Berglandwirtschaft durch Entwicklung nachhaltiger Tourismusangebote“ diskutiert wurde.
Die Entstehung des Naturparks wurde intensiv durch die Europäische Union im Rahmen des Programms INTERREG IIIA/IV Alpenrhein–Bodensee–Hochrhein unterstützt und die Fördermittel 2005 bewilligt.
2006 bis 2007 schuf man unter Mitwirkung des Österreichischen Ökologie-Instituts
und des deutschen Alpenforschungsinstituts
die rechtlichen und organisatorischen Voraussetzungen und setzte erste Maßnahmen.
Der Naturpark wurde zum 1. Januar 2008 vom Bayerischen Umweltministerium genehmigt und mit der Nummer NP-00018 bzw. BAY-18 eingetragen. Vorrangige Ziele sind Schutz, Pflege und Entwicklung von Natur und Landschaft.
Damit ist er auch der erste Naturpark Bayerns im Alpenraum: Der Naturpark ist ein relativ schwaches Schutzinstrument, das vorrangig der Verbindung von Naturschutzgedanke und örtlichem Tourismus dient, und primär im Bereich Bayerischer Wald im Einsatz ist, nicht im wohlerschlossenen Alpengebiet.
In Vorarlberg ist – anders als in den anderen Bundesländern – der Naturpark keine rechtliche Schutzgebietskategorie (im Vorarlberger Naturschutzrecht ist der Biosphärenpark auf Basis der UNESCO-Ausweisung verankert). Hier handelt es sich um eine freiwillige Selbstverpflichtung der Naturpark-Gemeinden. Daher ist der Park auch (Stand 5/2011) nicht Mitglied im Verband der Naturparke Österreichs (VNÖ). Die Initiative wird aber – im Rahmen der Neuorientierung des Vorarlberger Naturschutzes hin zu integralem Natur- und Landschaftsschutz und auch Förderung der kommunalen Basis des Anliegens – als Regionale Strategie der Regionalentwicklung von den zuständigen Behörden und der Landespolitik unterstützt, wie der ebenfalls kommunal aufgebaute Biosphärenpark Großes Walsertal. Weil die Gemeinden mit ihrem gesamten Gebiet am Naturpark beteiligt sind, beträgt die ausgewiesene Schutzfläche 15.404,54 ha. Die Schutzintention liegt mehr in nachhaltiger Forst- und Landwirtschaft, denn im Tourismus.

### Verwaltung
Sitz der Naturparkverwaltung (Naturpark Nagelfluhkette e. V.) ist in Bühl am Alpsee, einem Stadtteil von Immenstadt.
Auf österreichischer Seite wird der Naturpark in den Gemeindeämtern betreut.

## Naturbestand und Erschließung

### Schutzgebiete im Naturpark
Im Naturpark liegen die folgenden Schutzgebiete:
- Natura-2000-Gebiet Häderichmoore (FFH, DE8525301) bei Oberstaufen mit 89 ha[14][15]
- Natura-2000-Gebiet Nagelfluhkette Hochgrat–Steineberg (FFH, DE8426302) mit 1.993 ha[14][16]
- Natura-2000-Gebiet Hörnergruppe (FFH, DE8527301) mit 1.183 ha[14]
- Natura-2000-Gebiet Witmoos (FFH, AT3405000) in Langen mit 18,2 ha[17]
- Teile des FFH-Gebiets Bregenzerachschlucht (AT3404000) in Doren und Langen[18]
- Naturschutzgebiet Hirschberg (28/74) in Langen (kleine Anteile in Eichenberg) mit insgesamt ca. 328 ha[19]
- Naturschutzgebiet Kojen-Moos (2/78) in Riefensberg mit ca. 56,0 ha[20][21]
- Naturschutzgebiet Rossbad (20/73) in Krumbach mit ca. 103,0 ha[22]
- Landschaftsschutzgebiet Großer Alpsee (LSG-00359.01) mit 826 ha[14]
- Landschaftsschutzgebiet Hörnergruppe (LSG-00467.01) mit 6.811 ha[14]
- Landschaftsschutzgebiet Nagelfluhkette (LSG-00468.01) mit 5.689 ha[14]
- Geschützter Landschaftsteil Schurreloch (19/78) in Hittisau[23]
- Örtliches Schutzgebiet Langenegg Nord (Langenegg/2003) in Langenegg

Im Süden grenzen direkt die Schutzgebiete der Hoher-Ifen-Gruppe an (Naturschutzgebiet Hoher Ifen, FFH-Gebiet Hoher Ifen bzw. SPA/Vogelschutzgebiet Hoher Ifen und Piesenkopf in Deutschland, Europaschutzgebiet Ifen und Pflanzenschutzgebiet Hochifen und Gottesacker-Plateau in Österreich).

### Alpinismus
Wanderungen auf dem Kammweg der Kette gehören wegen der Aussicht zu den beliebtesten im Landkreis Oberallgäu. Österreichischerseits gilt die niedrige Vorgebirgsgegend angesichts der prominenteren Gebiete im Süden als „alpinistischer Geheimtip“.